# Ligne 13 du métro de Shanghai
Pour les articles homonymes, voir Ligne 13.
La ligne 13 du métro de Shanghai est une ligne du réseau métropolitain de la ville de Shanghai, en Chine. Une courte portion de la ligne a été ouverte au public afin de desservir l'exposition universelle qui s'est tenue du 1er mai au 31 octobre 2010 à Shanghai.

## Importantes Stations
- Jiangning Road, à proximité de 50 Moganshan Road, un quartier artistique.